# Guerra de la Trinidad (DC Comics)
"La Guerra de la Trinidad" es una historia ficticia de once números publicada por primera vez por DC Comics en 2013 con los grupos de superhéroes de ficción la Liga de la Justicia, Justice League of America, y Liga de la Justicia Oscura. El arco se extiende por varios títulos, incluyendo: Justice League, Liga de la Justicia de América, Liga de la Justicia Oscura, Constantine , Trinidad del Pecado: Pandora y la Trinidad del Pecado: The Phantom Stranger. La historia narra cómo la Liga de la Justicia, Justice League of America, y la Liga de la Justicia Oscura se unen con el fin de resolver el misterio de la caja de Pandora. El evento también introduce al Sindicato del Crimen y la nueva Tierra-3 a The New 52.

## Argumento
En el año 8000 aC, Pandora (DC Comics) se encuentra con la caja y sin darse cuenta se abre, lo que da rienda suelta a los siete pecados en el mundo. Como resultado, ella es castigada, por el Consejo de Magos, con la inmortalidad. Pandora comienza sus viajes, entrenando sus habilidades para tratar de destruir a los siete pecados. En el presente, ella recibe información acerca de que la caja solo puede ser abierta por cualquiera que tenga el corazón más puro o más oscuro.  Pandora se acerca a Superman para abrir su caja, creyendo que el no tiene "pecados", pero cuando él toca la caja, Superman parece ser poseído por ella. Pandora logra escapar con la caja, después, Superman parece volver a la normalidad.
Shazam, después de haber derrotado a su archienemigo Black Adam , viaja a Kahndaq para enterrarlo, sin querer, el ejército lo ataca. Superman y la Liga de la Justicia se enfrentan a Shazam en un intento de detenerlo, lo cual se intensifica en una pelea. Amanda Waller decide que es la oportunidad perfecta para la Liga de la Justicia de América con el fin de frenar a la Liga de la Justicia, y la envía hacia su ubicación. Durante el conflicto, se cree que Superman asesinó al nuevo recluta de la JLA, el Doctor Light. Entonces, al haber perdido el control de sus poderes, Superman se entrega a ARGUS.
La Mujer Maravilla, en la creencia de que la caja de Pandora es responsable de las acciones de Superman, se reúne con Hefesto, a buscar respuestas sobre la caja. Se entera de que él no había fabricado y que Zeus y los demás dioses utilizaron a Pandora para abrir la caja, ya que contenía algo que los dioses del Olimpo no podían controlar. Ella se dirige hacia donde se encuentra la Liga de la Justicia Oscura con el fin de reclutarlos para localizar y hacer frente a Pandora. En la sede de ARGUS, The Question entra en la celda de Superman y lo libera. 
The Question explica que tiene pruebas que indican que el Doctor Psycho estaba presente en Kahndaq cuando el Doctor Light fue asesinado. Superman está enfermo físicamente y se esfuerza por controlar sus poderes, luego él rompe la puerta de su celda y se dirige fuera de la base para rastrear al Doctor Psycho, junto con otros héroes. Cuando enfrentan al Doctor Psycho, determinan que a pesar de que estaba presente, él no era responsable de lo que ocurrió en Kahndaq. Mientras tanto, Pandora intenta convencer a Vandal Savage para abrir la caja, pero también es incapaz de hacerlo. 
Mientras que Batman está examinando el cuerpo del Doctor Light, The Phantom Stranger llega y le advierte que debe localizar a Wonder Woman ya que ella quiere encontrar a Pandora y la caja, si lo hace, Stranger advierte que será la muerte de todos. Después, ellos enfrentan a la Mujer Maravilla y la Liga de la Justicia Oscura en la casa del misterio de Constantine, pero cuando la Mujer Maravilla le pregunta a The Phantom Stranger en cuanto a qué información tiene sobre la enfermedad de Superman, él admite que él no sabe lo que causó la condición de Superman.  
Batman convence a The Phantom Stranger para viajar a la otra vida para que pueda interrogar al Doctor Light. Viajando a través de un espejo en casa del misterio de Constantine, The Phantom Stranger viaja a uno de los barrios del Cielo. Cuando Batman cuestiona al Doctor Light, el grupo se entera de que él no recuerda nada de su muerte. Doctor Light le da un pedazo de su alma al Stranger con la esperanza de que pueda dársela a su familia como un regalo final. A medida que el grupo está listo para salir, aparece Zauriel, desaparece a Batman, Katana y Deadman, y cumple su promesa de borrar al Phantom Stranger de la existencia. Wonder Woman y su equipo buscan a Pandora en la prisión en la que se encuentra Lex Luthor. Pandora se acerca a Luthor, con la esperanza de que él pueda abrir la caja. Antes de entregársela, Wonder Woman y su grupo llegan para recuperar la caja. Al tocar la caja, la Mujer Maravilla es aparentemente poseída al igual que lo hizo con Superman.
Los otros superhéroes hacen un intento de quitarle la caja a Wonder Woman y liberarla de su poder. Los otros tratan de recuperar la caja, y uno a uno se empiezan a corromper todos. Pandora puede ver a los pecados atacando a los miembros Justice League mientras pelean por la caja. Mientras la batalla continúa, Pandora es finalmente capaz de atacar a los pecados, matando a la Envidia. Constantine ha llevado a Shazam fuera de las Ligas y lo engañó para robar sus poderes. Una vez que Billy es llevado a otro lado, Constantine utiliza un ritual para robar los poderes de Billy. Cuando es atacado por un agente de The Cold Flame, Constantine utiliza los poderes de Shazam, pero es incapaz de controlarlos. Billy Batson sin problemas distrae al agente, dando tiempo a Constantine para matarlo, y Billy recupera su poder. Constantine le ruega a Billy de no tocar la caja de Pandora, debido al poder de la caja que puede poseer a Billy, pero Shazam deja a Constantine y regresa al grupo, donde puede ver los efectos que la caja ha tenido sobre la Mujer Maravilla. Él toca la caja que está a un lado y la recoge, el contacto resultante lo corrompe a él también, dándole una apariencia similar a Black Adam y causando una gran ondulación a través de las llanuras mágicas.
Durante el conflicto, Constantine llega, toma la caja, y se transporta a sí mismo y Zatanna al Templo de Hefesto. Allí se encuentran con que Madame Xanadu había sido secuestrada y encerrada en un búnker secreto. Madame Xanadu revela que Pandora estaba equivocada, que la caja es en realidad una puerta. Superman, Wonder Woman y sus respectivos grupos, llegan al templo. Constantine, todavía en posesión de la caja, se da cuenta de que la caja está permitiendo que los malos pensamientos pasen por la mente de todos, y una pelea masiva estalla cuando los héroes luchan por conseguir la posesión de la caja.
Firestorm le dice a todo el grupo que Superman está infectado con Kryptonita. Element Woman se introduce dentro de la corriente sanguínea de Superman y encuentra una pequeña porción de Kryptonita en su cerebro. Atom entonces le dice a todos que ella lo puso allí en Kahndaq, y que fue esto lo que ha estado causando la enfermedad y la pérdida de control de sus poderes de Superman. The Outsider sale de las sombras para recoger la caja. Él le dice a los héroes que la caja no es magia, pero en cambio es ciencia, que se creó en su mundo y solo puede ser abierta por alguien de su mundo. Él explica que la caja se abre una puerta a otro universo, su planeta natal, y que él y Atom llegaron tras el debilitamiento de las barreras entre los universos resultantes de la batalla de la Liga de la Justicia con Darkseid.
The Outsider utiliza la caja de Pandora para abrir un portal a su mundo natal, la Tierra-3, rompiendo la caja en el proceso. Entonces, emergen Ultraman, Superwoman, Owlman, Johnny Quick, Power Ring, y Deathstorm. Sea King no sobrevive al viaje y se desploma muerto. Atom se une al grupo, respondiendo al nombre Atómica, revelando que había llegado junto con The Outsider, que se revela como el Alfred Pennyworth de la Tierra-3. Las prótesis mecánicas de Cyborg proceden a separarse del cuerpo de Victor, quedando libre de su forma biológica y fusionándose en un robot llamado Grid (cómic), un virus informático. Por detrás del Sindicato del Crimen, se encuentra un prisionero de la Tierra 3, cuya identidad no se revela. El Sindicato del Crimen reclama al planeta como propio, y se dirigen a atacar a las tres debilitadas Ligas de la Justicia. La historia continuó en Forever Evil.

## Consecuencias
El resultado de la "Guerra de la Trinidad" conduce directamente a la historia Forever Evil (Maldad por Siempre) y al "Mes de los Villanos", así como a la creación de nuevos títulos de The New 52. La Trinidad del Pecado: The Phantom Stranger # 11 tuvo importantes repercusiones para Phantom Stranger y sembró las semillas para un nuevo arco de la historia en Trinity of Sin: The Phantom Stranger # 14. En San Diego Comic-Con 2013, Johns y Lemire dijo que los acontecimientos de la "Guerra Trinidad" afectarán a muchos de los títulos de DC, no solo a los de la liga de justicia. 